# Aeroport Internacional de Viena
L'Aeroport Internacional de Viena (codi IATA: VIE, codi OACI: LOWW) (en alemany: Flughafen Wien-Schwechat) també conegut com a Aeroport de Schwechat, és el principal aeroport d'Àustria. Està situat al municipi de Schwechat, uns 18 quilòmetres al sud-est de la ciutat de Viena. L'aeroport té connexions amb els principals aeroports d'Europa, Àsia, Àfrica i Amèrica del Nord i serveix de hub per a la companyia aèria Austrian Airlines i per a la companyia de baix cost Niki.
Amb gairebé 22 milions de passatgers l'any 2013, és un dels 20 aeroports més transitats d'Europa.

## Aerolínies i destinacions
| Companyia                      | Destinacions |
| ------------------------------ | --- |
| Adria Airways                  | Ljubljana, Paderborn/Lippstadt (comença el 28 d'octubre del 2018) |
| Aegean Airlines                | Atenes de temporada: Iràklio |
| Aer Lingus                     | Dublín |
| Aeroflot                       | Moscou-Xeremètievo, Sant Petersburg |
| airBaltic                      | Riga, Tallinn de temporada: Skiros |
| Air Algérie                    | Alger |
| Air Arabia Maroc               | Marràqueix |
| Air Cairo                      | Hurgada, Xarm el-Xeikh |
| Air Canada                     | Toronto-Pearson (comença el 29 d'abril del 2019) |
| Air China                      | Pequín-Capital |
| Air France                     | París-Charles de Gaulle |
| Air India                      | Delhi |
| Air Malta                      | Catània, Malta |
| Air Moldova                    | Chișinău |
| Air Serbia                     | Belgrad |
| Air VIA                        | xàrter de temporada: Varna |
| All Nippon Airways             | Tòquio-Haneda (comença el 17 de febrer del 2019) |
| Austrian Airlines              | Amman, Amsterdam, Atenes, Bangkok-Suvarnabhumi, Basilea/Mulhouse, Belgrad, Berlín-Tegel, Bolonya, Brussel·les, Bucarest, Budapest, el Caire, Chicago-O'Hare, Chișinău, Colònia/Bonn, Copenhaguen, Cracòvia, Dniprò, Düsseldorf, Erbil, Yerevan, Estocolm-Arlanda, Frankfurt, Ginebra, Gran Canària, Graz, Hamburg, Iași, Innsbruck, Klagenfurt, Košice, Krasnodar, Lió, Londres-Heathrow, Lviv, Manchester, Marràqueix, Milà-Malpensa, Minsk, Moscou-Domodédovo, Múnic, Nàpols, Niça, Nova York-JFK, Oslo-Gardermoen, París-Charles de Gaulle, Pequín-Capital, Podgorica, Pristina, Salzburg, Sarajevo, Sibiu, Skopje, Sofia, Tel-Aviv–Ben Gurion, Venècia, Zagreb, Zuric de temporada: Bari, Bodrum, Càller, Catània, Cefalònia, Ciutat del Cap, Corfú, Dalaman, Dubrovnik, Florència, Fuerteventura, Funchal, Göteborg, Kalamata, Kàrpathos, Kos, Lamezia Terme, Los Angeles, Mahé, Malé, Maurici, Miami, Òlbia, Palerm, Patres, Préveza, Reykjavík-Keflavík, Rodes, Samos, Sant Petersburg, Santorí, Skíathos, Split, Tòquio-Narita, Volos, Zacint                                       |
| BH Air                         | xàrter: Burgàs |
| British Airways                | Londres-Heathrow |
| Brussels Airlines              | Brussel·les |
| Bulgaria Air                   | Sofia |
| Bulgaria Air Charter           | xàrter: Burgàs, Varna |
| China Airlines                 | Taipei-Taouyan |
| Corendon Dutch Airlines        | de temporada: Hurghada, Iràklio xàrter de temporada: Marràqueix |
| Czech Airlines                 | xàrter de temporada: Brač |
| easyJet                        | Berlín-Schönefeld, Berlín-Tegel, Bristol, Edimburg, Lió, Londres-Gatwick, Londres-Luton, Manchester, Nàpols, París-Charles de Gaulle |
| easyJet Switzerland            | Basilea/Mulhouse, Ginebra |
| EgyptAir                       | el Caire |
| El Al                          | Tel-Aviv–Ben Gurion |
| Emirates                       | Dubai |
| Enter Air                      | xàrter de temporada: Yerevan, Tbilissi |
| Ethiopian Airlines             | Addis Abeba |
| Eurowings                      | Barcelona, Birmingham, Catània, Colònia/Bonn, Düsseldorf, Faro, Fuerteventura, Gran Canària, Hamburg, Hannover, Lanzarote, Madrid-Barajas, Màlaga, Marsa Alam, Nuremberg, Palma, Roma-Fiumicino, Stuttgart, Tenerife-Sud de temporada: Alacant, Bríndisi, Calvi, Corfú, Eivissa, Iràklio, Kavala, Khanià, Kos, Lamezia Terme, Mitilene, Niça, Òlbia, Porto, Rodes, Samos, Santorí, Zadar |
| EVA Air                        | Bangkok-Suvarnabhumi, Taipei-Taouyan |
| Finnair                        | Hèlsinki |
| Flybe                          | Londres-Southend |
| Flynas                         | de temporada: Riyadh |
| Freebird Airlines              | xàrter: Esmirna |
| Georgian Airways               | Tbilissi |
| Germania                       | xàrter de temporada: Rostock |
| Hainan Airlines                | Shenzhen |
| Iberia                         | Madrid-Barajas |
| Iran Air                       | Teheran-Imam Khomeini |
| Jet2.com                       | Edimburg (finalitza el 4 de gener del 2019) |
| KLM                            | Amsterdam |
| Korean Air                     | Seül-Incheon |
| Kuwait Airways                 | de temporada: Kuwait |
| Laudamotion                    | Amman, Barcelona, Bèrgam, Bolonya, Bucarest, Copenhaguen, Cracòvia, Dublín, Faro, Fuerteventura (comença el 3 de novembre del 2018), Gran Canària, Lanzarote, Làrnaca, Londres-Stansted, Madrid-Barajas, Màlaga, Marràqueix, Palma, París-Beauvais, Roma-Fiumicino, Sevilla, Tenerife-Sud, València de temporada: Eivissa, Kalamata, Khanià, Pisa, Santorí |
| Level                          | Alacant, Barcelona, Bilbao, Londres-Gatwick, Palma, París-Charles de Gaulle de temporada: Dubrovnik, Eivissa, Làrnaca, Porto (comença l'1 d'abril del 2019), Sevilla (comença el 31 del març del 2019) |
| LOT Polish Airlines            | Varsòvia-Chopin |
| Lufthansa                      | Frankfurt, Múnic |
| Luxair                         | Luxemburg |
| Montenegro Airlines            | Podgorica |
| Nordica                        | Tallinn |
| Norwegian Air Shuttle          | Oslo-Gardermoen |
| Nouvelair                      | Tunis xàrter: Djerba, Enfidha, Monastir |
| Onur Air                       | de temporada: Istanbul-Atatürk |
| Pegasus Airlines               | Ankara, Istanbul-Sabiha Gökçen de temporada: Antalya, Esmirna |
| People's                       | St. Gallen–Altenrhein xàrter de temporada: Préveza |
| Qatar Airways                  | Doha |
| Royal Air Maroc                | Casablanca (comença l'abril del 2019) |
| Royal Jordanian                | Amman |
| Saudia                         | Jiddah, Riyadh |
| SmartWings                     | xàrter de temporada: Gran Canària |
| SunExpress                     | Ankara, Antalya, Esmirna de temporada: Dalaman |
| SunExpress Deutschland         | de temporada: Marràqueix, Varna |
| Swiss International Air Lines  | Ginebra, Zuric |
| TAP Air Portugal               | Lisboa |
| TAROM                          | Bucarest-Otopeni |
| Thai Airways                   | Bangkok-Suvarnabhumi |
| Transavia                      | Rotterdam-La Haia |
| Transavia France               | París-Orly |
| Travel Service                 | xàrter: Boa Vista, Sal (comencen el 21 de desembre del 2018) |
| Tunisair                       | Tunis |
| Turkish Airlines               | Ankara, Istanbul-Atatürk de temporada: Antalya, Kayseri, Samsun, Trebisonda |
| Ukraine International Airlines | Kíev-Boryspil |
| Utair                          | Nova York-Newark de temporada: Washington-Dulles |
| Volotea                        | Nantes de temporada: Bilbao, Gènova, Marsella |
| Vueling Airlines               | Amsterdam (comença el 2 de desembre del 2018), Barcelona, Palma, París-Charles de Gaulle, Roma-Fiumicino |
| Wings of Lebanon               | de temporada: Beirut |
| Wizz Air                       | Bari, Bergen (comença el 26 de novembre del 2018), Billund (comença el 18 de novembre del 2018), Catània (comença el 25 de novembre del 2018), Cluj-Napoca, Dortmund (comença el 25 de novembre del 2018), Eindhoven, Estocolm-Skavsta (comença el 15 de febrer del 2019), Gdańsk, Khàrkiv (comença el 25 de novembre del 2018), Kíev-Zhuliany (comença el 28 d'octubre del 2018), Kutaisi Làrnaca (comença el 25 de novembre del 2018), Lisboa (comença el 25 de novembre del 2018), Madrid-Barajas (comença el 15 de febrer del 2019), Màlaga, Malmö (comença el 15 de febrer del 2019), Malta, Milà-Malpensa (comença el 22 de febrer del 2019), Niça (comença el 26 de novembre del 2018), Niš (comença el 17 de novembre del 2018), Ohrid (comença el 17 de novembre del 2018), Reykjavík-Keflavík (comença el 16 de febrer del 2019), Roma-Fiumicino, Tel-Aviv–Ben Gurion, Tenerife-Sud (comença el 27 de novembre del 2018), Tessalònica (comença el 16 de novembre del 2018), Tuzla, València, Varna, Varsòvia-Chopin de temporada: Eilat–Ovda (comença el 17 de novembre del 2018) |

### Aerolínies de càrrega
| Companyia              | Destinacions |
| ---------------------- | --- |
| Asiana Cargo           | Frankfurt, Göteborg, Moscou-Domodédovo, Seül-Incheon                                                                            |
| ASL Airlines Belgium   | Atenes, Lieja, Ljubljana |
| CAL Cargo Air Lines    | Tel-Aviv–Ben Gurion |
| Cargolux               | Bangkok-Suvarnabhumi, Doha, Hanoi, Hong Kong, Luxemburg, Novossibirsk, Taipei-Taouyan                                           |
| FedEx Express          | Budapest, París-Charles de Gaulle                                                                                               |
| Korean Air Cargo       | Basilea/Mulhouse, Brussel·les, Copenhaguen, Milà-Malpensa, Navoi, Oslo-Gardermoen, Saragossa, Seül-Incheon, Tel-Aviv–Ben Gurion |
| Silk Way Airlines      | Bakú, Hanoi, Milà-Malpensa, Seül-Incheon                                                                                        |
| Turkish Airlines Cargo | Istanbul-Atatürk, Minsk |
| UPS Airlines           | Budapest, Colònia/Bonn |